# Cratere Blanchinus
Blanchinus è un cratere lunare di 59,9 km situato nella parte sud-orientale della faccia visibile della Luna.
Il cratere è dedicato all'astronomo italiano Giovanni Bianchini.

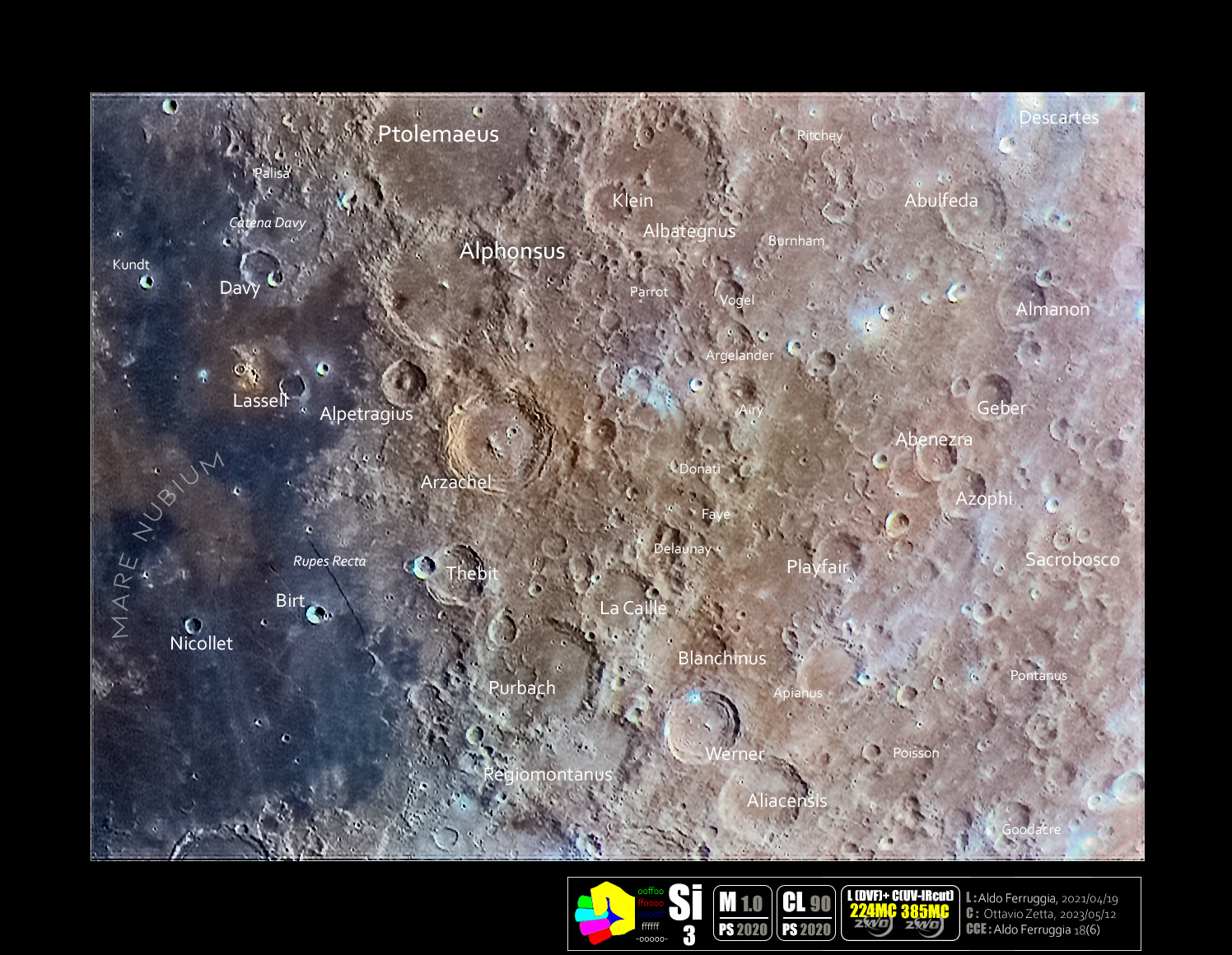
Il cratere(in basso) con le strutture vicine in una Immagine Selenocromatica(Si)

## Crateri correlati
Alcuni crateri minori situati in prossimità di Blanchinus sono convenzionalmente identificati, sulle mappe lunari, attraverso una lettera associata al nome.
| Blanchinus | Coordinate           | Diametro (in km) |
| ---------- | -------------------- | ---------------- |
| B          | 25°13′48″S 1°33′00″E | 7,22             |
| D          | 25°01′48″S 4°10′12″E | 6,9              |
| K          | 24°48′36″S 4°59′24″E | 8,31             |
| M          | 25°13′12″S 2°34′48″E | 4,11             |